# Chiesa di San Giovanni Battista (Casalnoceto)
La chiesa di San Giovanni Battista è la parrocchiale di Casalnoceto, in provincia di Alessandria e diocesi di Tortona; fa parte del vicariato delle Valli Curone e Grue.

## Storia
Anticamente a Casalnoceto vi erano possedimenti dei monasteri di San Pietro in Ciel d'Oro di Pavia e di San Colombano di Bobbio.
L'originaria cappella medievale venne sostituita nel XVI secolo dalla nuova parrocchiale a tre navate.
Nel 1803, in seguito alla soppressione della diocesi tortonese, la chiesa passò dapprima a quella di Alessandria e poi dal 1805 a  quella di Casale Monferrato; nel 1817 tornò alla diocesi di Tortona in seguito alla sua ricostituzione.
Il campanile fu completato nel 1825; tra il 1930 e il 1940 si provvide a posare il nuovo pavimento e a terminare gli affreschi che adornano la chiesa.
Negli anni settanta la parrocchiale venne adeguata alle norme postconciliari e ammodernata per quanto riguarda la copertura; il pavimento fu nuovamente rifatto tra il 1999 e il 2005.

## Descrizione

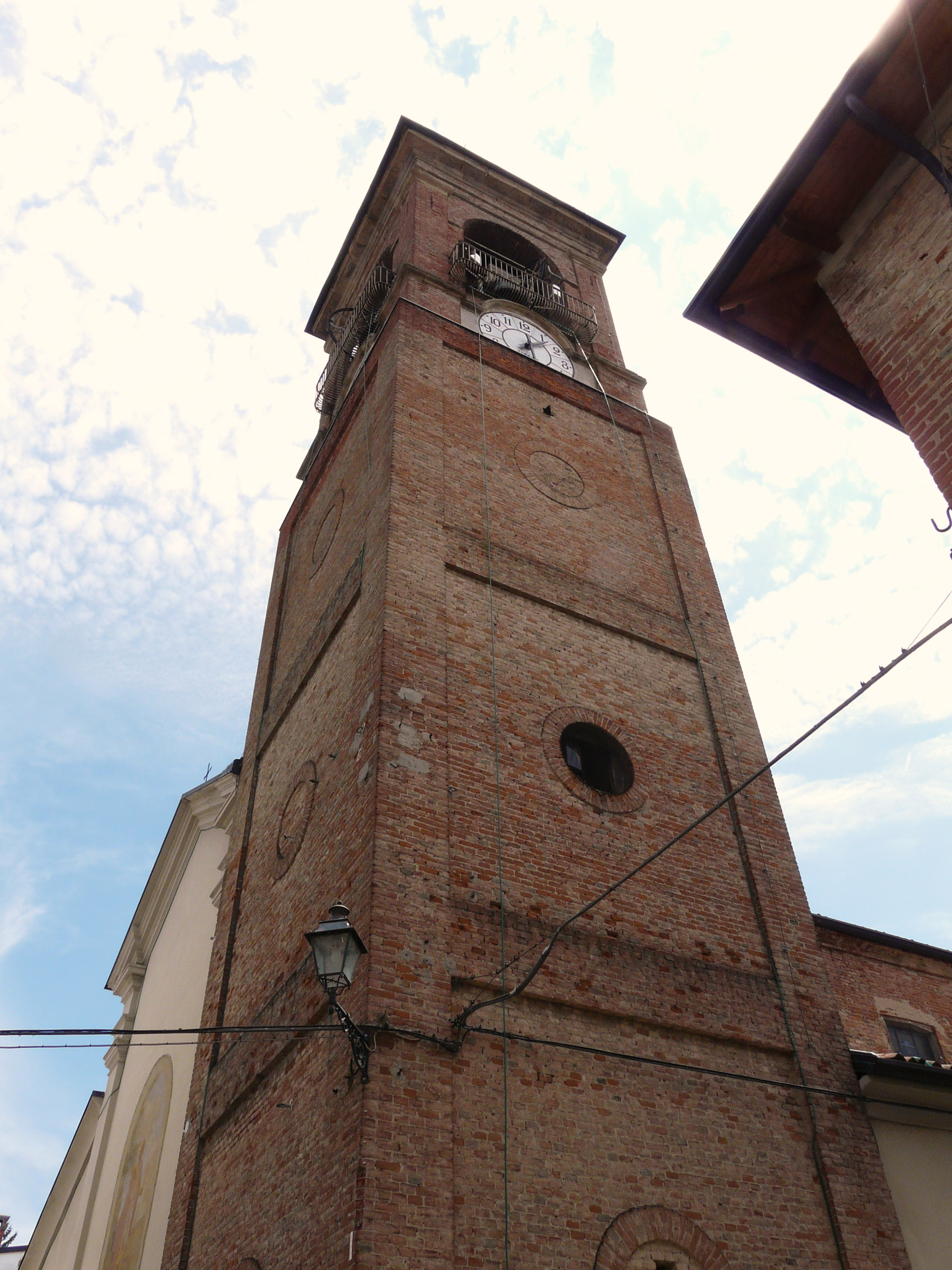
Il campanile

### Esterno
La semplice facciata a salienti della chiesa, rivolta a settentrione, presenta al centro il portale d'ingresso sormontato da un affresco con soggetto San Giovanni Battista, mentre l'ala laterale sinistra è caratterizzata da una finestra; l'ala di destra è invece coperta dalla torre campanaria.
Annesso alla parrocchiale è il campanile in mattoni a base quadrata, suddiviso in più registri da cornici marcapiano; la cella presenta su ogni lato una monofora a tutto sesto affiancata da lesene ed è coperta dal coronamento dotato di fastigio.

### Interno
L'interno dell'edificio è suddiviso in tre navate da pilastri sorreggenti degli archi a tutto sesto, sopra i quali corre la cornice aggettante su cui s'impostano le volte a crociera; al termine dell'aula si sviluppa il presbiterio, rialzato di due gradini e chiuso dall'abside di forma semicircolare.